# Thubten Lungtog Tendzin Thrinle
Ling Rinpoche Thubten Lungtog Tendzin Thrinle (tib.: gling rin po che thub bstan lung rtogs bstan 'dzin 'phrin las; geb. 1903 in Yabphu nahe Lhasa; gest. 1983 in Dharmshala) war Senior-Tutor des 14. Dalai Lama Tendzin Gyatsho und der 97. Ganden Thripa.

## Biografie
Thubten Lungtog Tendzin Thrinle wurde 1903 in Yabphu nordwestlich von Lhasa geboren. Er wurde vom 13. Dalai Lama Thubten Gyatsho als Trülku seines ehemaligen Tutors (tib.: yongs 'dzin; Yongdzin) Lobsang Lungtog Tendzin Thrinle (1850–1902) anerkannt und im Alter von sieben Jahren als Ling Rinpoche inthronisiert. Seine umfassende buddhistische Schulung begann, nachdem er im Alter von etwa zehn Jahren in Drepung-Loseling aufgenommen worden war. Die volle Ordination als Mönch (tib.: dge slong; Gelong) erhielt er im Alter von zwanzig Jahren vom 13. Dalai Lama, den Titel Geshe Lharampa erhielt er 1924 im Norbulingka.
1936 wurde Ling Rinpoche vom 5. Radreng Rinpoche zum Abt von Gyüto (tib. rgyud stod grva tshang) ernannt. 1940 wurde er Junior-Tutor des 14. Dalai Lama. Ab 1950/51 war Ling Rinpoche auch politischer Berater des 14. Dalai Lama und nach 1953 dessen Senior-Tutor.
1954 begleitete er den 14. Dalai Lama nach Peking. Dieser nahm als Abgeordneter an der Sitzung des Nationalen Volkskongresses der Volksrepublik China teil und wurde am 27. September zum Stellvertretenden Parlamentspräsidenten Chinas gewählt.
Zwei Jahre später, 1956, reiste er zusammen mit dem 14. Dalai Lama nach Indien, um dort den 2500. Geburtstag (Vesakh) des Buddha Shakyamuni (nach buddhistischer Zeitrechnung) zu feiern.
Wie viele andere Lamas seiner Generation flüchtete Ling Rinpoche 1959 vor der Volksbefreiungsarmee von Tibet nach Indien, wo er zunächst u. a. zusammen mit dem 14. Dalai Lama in Mussoorie lebte. Er gründete stellvertretend für den 14. Dalai Lama eine Schule für buddhistische Dialektik in Ladakh und besuchte Flüchtlingssiedlungen in Dalhousie in Chamba und Buxa in Assam. 1960 erfolgte ein Umzug nach Dharmshala. Im Zuge einer schweren Krankheit ließ sich Ling Rinpoche zunächst in Kalkutta, dann in Darjiling, in der Schweiz und in Paris behandeln. Den Heilungserfolg schrieb er allerdings der tibetischen Medizin zu.
Nach dem Tod des 96. Ganden Thripa wurde Ling Rinpoche 1965 zum 97. Ganden Thripa und zum Abt des Gaden Phelgye Ling-Klosters in Bodhgaya ernannt.
1968 wurden Ling Rinpoche und Trijang Rinpoche nach Rikon eingeladen um das dortige klösterliche Tibet-Institut Rikon einzuweihen.
Zurück in Indien gab Ling Rinpoche 1969 Belehrungen zu Tsongkhapas Lamrim chenmo im Gaden Phelgye Ling-Kloster in Bodhgaya. 1972 reiste er ein weiteres Mal nach Europa und 1980 nach Nordamerika.
Im September 1983 erlitt Ling Rinpoche Thubten Lungtog Tendzin Thrinle einen schweren Schlaganfall in Dharmshala. Wenige Monate später starb er dort im Alter von 80 Jahren.